# Пуховичі (Вітебський район)
Пу́ховичі (біл. Пухавічы, трансліт.: Puchavičy) — село у Вітебському районі, Вітебська область, Білорусь. Входить до складу Запільської сільради.
Розташоване за 54 км на північний схід від районного та обласного центру м. Вітебськ, 335 км від Мінська поруч із автошляхом Н2301 Руба — Тарасенки, на березі річки Усвяча.